# Mylomys
A Mylomys az emlősök (Mammalia) osztályának a rágcsálók (Rodentia) rendjébe, ezen belül az egérfélék (Muridae) családjába tartozó nem.

## Rendszerezés
A nembe az alábbi 2 faj tartozik:
- Mylomys dybowskii Pousargues, 1893 – típusfaj
- Mylomys rex Thomas, 1906